# Marie de Törring-Seefeld
Titre
Princesse Consort de Hohenzollern
22 mars 1638 – 30 janvier 1681
(42 ans, 10 mois et 8 jours)
Marie (Anna Maria) comtesse von Törring-Seefeld, née en 1613 et décédée à Sigmaringen le 12 février 1682 est une princesse-consort de la maison de Hohenzollern-Sigmaringen.

## Biographie
Elle est la fille de Ferdinand, Baron de Törring à Seefeld (1583-1622) et de Renée, comtesse de Schwarzenberg (1589-1639).
Elle épouse à Braunau le 7 mai 1635 Meinrad Ier de Hohenzollern-Sigmaringen, lequel devient prince régnant en 1638 et devient alors princesse-consort de Hohenzollern-Sigmaringen.
Dix-neuf enfants sont nés de cette union,:
- Maximilien Ier de Hohenzollern-Sigmaringen, prince de Hohenzollern-Sigmaringen (Munich 20 janvier 1636 - 13 août 1689)
- Jean-Charles (Hans Karl) de Hohenzollern-Sigmaringen (Munich 17 février 1637 - Munich avril 1637)
- Marie-Anne (Maria Anna) de Hohenzollern-Sigmaringen (Munich 17 mars 1638 - Munich août 1638)
- Ferdinand-Ferdinand (Ferdinand Franz) de Hohenzollern-Sigmaringen (Munich 27 janvier 1639 - tué près de Veringen 12 août 1662), mort sans alliance
- Marie-Jeanne (Maria Johanna) de Hohenzollern-Sigmaringen (Munich 28 mars 1640 - couvent d'Inzigkofen 12 novembre 1707), religieuse 1656 puis Prieure 1692 au couvent d'Inzigkofen
- Meinrad de Hohenzollern-Sigmaringen (Turckheim 9 avril 1641 - Turckheim 25 avril 1642)
- Christophe (Christoph) de Hohenzollern-Sigmaringen (Turckheim 26 janvier 1642 - Turckheim 26 janvier 1642)
- Marie-Madeleine (Maria Magdalena) de Hohenzollern-Sigmaringen (Turckheim 5 février 1643 - Krauchenwies 27 octobre 1663), décédée sans alliance
- Ignace (Ignaz) de Hohenzollern-Sigmaringen (Turckheim 22 décembre 1643 - Turckheim 22 décembre 1643)
- Marie-Ménodora (Maria Menodora) de Hohenzollern-Sigmaringen (Turckheim 10 décembre 1644 - Kloster Holz 3 décembre 1664), religieuse à Kloster Holz (1661-1664)
- Marie-Catherine (Maria Katharina) de Hohenzollern-Sigmaringen (Turckheim 24 novembre 1645 - Turckheim 24 novembre 1645)
- Marie-Thérèse (Maria Theresia) de Hohenzollern-Sigmaringen (Überlingen 20 mars 1647 - Haigerloch juin 1647)
- Jean-Meinrad (Johann Meinrad) de Hohenzollern-Sigmaringen (Haigerloch 9 février 1648 - Haigerloch 11 février 1648)
- Marie-Françoise (Maria Franziska) de Hohenzollern-Sigmaringen (Sigmaringen 17 mai 1649 - Inzigkofen 5 septembre 1712), religieuse 1666 puis Prieure 1707 au couvent d'Inzigkofen
- Un fils mort-né le 6 août 1650
- Jean-Félix (Johann Felix) de Hohenzollern-Sigmaringen (Sigmaringen 30 août 1651 - Sigmaringen 8 septembre 1651)
- Anne-Marie (Anna Maria) de Hohenzollern-Sigmaringen (Sigmaringen 26 août 1654 - 27 août 1678), épouse à Sigmaringen le 13 juillet 1672 Antoine-Eusèbe, Comte de von Königsegg-Aulendorf (1639 - 1692)
- Un fils mort-né à Sigmaringen le 22 août 1655
- François Antoine de Hohenzollern-Haigerloch (Franz Anton) prince de Hohenzollern-Haigerloch (Sigmaringen 5 décembre 1657 - tué à la Bataille de Friedlingen le 14 octobre 1702), épouse le 5 février 1677 Marie-Anne-Eusèbe, comtesse de Königsegg-Aulendorf (1670-1716), fille d'Antoine-Eusèbe, Comte de Königsegg-Aulendorf et de sa première épouse Dorothée Geneviève, comtesse Thunn von Castel Thunn. Quatre enfants sont issus de ce mariage.